# Minecraft Multiplayer Fun
«Minecraft Multiplayer Fun» — відео YouTube 2010 року, яке вважається найстарішим відео, доступним для перегляду на каналі PewDiePie. Відео завантажив власник каналу Феліксом Чельберг, 2 жовтня 2010 року. У відео також зображено Xebaz'а, друга Чельберга, і показано, як вони грають у Minecraft, відеогру-пісочницю. «Minecraft Multiplayer Fun» переглянули більш як 21,5 раза мільйон разів станом на липень 2023

## Фон і випуск

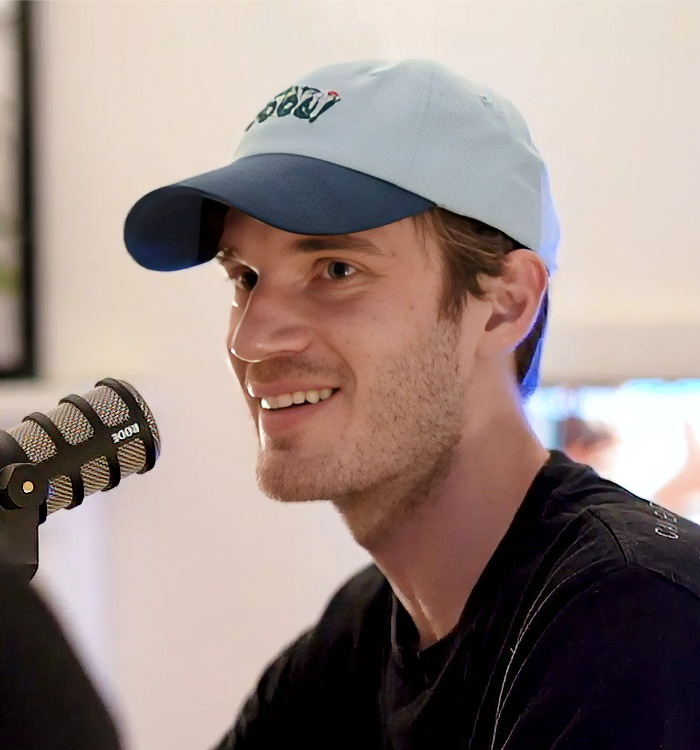
Фелікс Чельберг (на фото 2019) випустив відео у 2010 році.

Чельберг зареєстрував свій обліковий запис на YouTube «PewDiePie» 29 квітня 2010 року, забувши пароль до свого старого облікового запису. Його першим завантаженням на YouTube було інше відео Minecraft, яке він видалив і більше не має до нього доступу. Попри це, різні видання називали «Minecraft Multiplayer Fun» першим відео Чельберга. Чельберг описав свій тодішній коментар як «сором'язливий» і заявив, що «мені було так дивно сидіти самому в кімнаті та розмовляти в мікрофон. У той час це було нечувано. Насправді цього ніхто не робив»
Опубліковане 2 жовтня 2010 року, це відео Чельберга є найстарішим із доступних для загального перегляду. Відео було випущено, коли Minecraft ще перебував на альфа- стадії розробки. В описі відео йдеться: «Мій друг збирався показати мені щось всередині будівлі, якимось чином зомбі чекав на нас у своїй вагонетці». Дійсно, відео показало «те, що звучало як молодий чоловік, який щиро сміється над нещасливим зомбі, який застряг на дереві». Відео включало в основному шведські закадрові коментарі Чельберга та Xebaz'а, хоча час від часу траплялася лайка англійською. Це на відміну від англійської мови, яку він переважно використовував у своїх пізніших відео.

## Сприйняття і спадок
«Minecraft Multiplayer Fun» переглянули понад 20 мільйон разів станом на січень 2022 року Саме відео було названо тим, що перетворило Чельберга «на величезну зірку YouTube» Business Insider, а також одним із «10 найважливіших відео в історії YouTube» Observer.
Попри те, що Minecraft був особливо помітним у спільноті Let's Play, популяризувати яку допоміг Чельберг, він не завантажував проходження гри в ранні періоди популярності гри. Він заявив у відео, що «було відчуття, що люди грають у це лише тому, що це популярно, а не тому, що вони насправді [розважаються], роблячи це». Однак у 2019 році Чельберг почав регулярно завантажувати на свій канал геймплеї Minecraft ; Polygon написав, що він почав грати в гру частково тому, що «він відчуває, що він достатньо гнучкий, щоб гра не визначала його канал». The Verge цитував одного контент-стратега, який заявив, що Чельберг був найкращим автором ключового слова Minecraft.
У закріпленому коментарі, зробленому у відповідь на запитання людей про Xebaz'а, Чельберг сказав, що «сумна реальність полягає в тому, що дружба іноді не триває вічно — це не означає, що це чиясь вина або що щось сталося. Xebaz був таким чудовим другом у цей час, він був одним із небагатьох людей, які розуміли та поділилися моїми мріями з YouTube і підтримували це на 1000 %»